# Tatobotys biannulalis
Tatobotys biannulalis là một loài bướm đêm trong họ Crambidae.